# Дер эмес (газета, СССР)
Дер Э́мес (идиш דער עמעס‎ Правда) — советская еврейская газета на идише, выходила с 1918 по 1939 год.
Центральный орган Евсекции до её ликвидации в 1930 г. Позже орган Совета национальностей ЦИК СССР.
С 7 марта 1918 года выходила в Петрограде (под названием «Вархайт»). С 1 августа 1918 года получила название «Дер эмес», с 7 августа выходила в Москве. С 1926 года выпускалось также литературное приложение «Эмес».
В январе 1939 года издание газеты прекратилось, сотрудники и авторы газеты подверглись репрессиям, многие погибли в сталинских тюрьмах и лагерях.
Главный редактор газеты (1921—1937) — Моисей Литваков, редакторы: Александр Чемерисский, Абрам Мережин, Шахно Эпштейн.
В газете регулярно публиковались Семён Диманштейн, Мария Фрумкина, Самуил Агурский, Перец Маркиш, Арон Кушниров, Шмуэль Годинер, Александр Хашин, Ицик Фефер, Лев Квитко, Исаак Нусинов, Ицхок Сударский и другие авторы; Мойше Альтшулер, Плавник, Бер.
Газета уделяла значительное место коммунистической пропаганде и борьбе с антисемитизмом. Будучи органом Евсекции РКП(б), газета также уделяла место крайне резкой антисионистской пропаганде. Для основной массы потенциальных читателей «революционный» язык газеты был непонятным и непривычным. 13 февраля 1923 года Еврейское бюро при Гомельском губкоме даже вынесло особое постановление, в котором отмечалось, что «одним из препятствий для распространения газеты „Эмес“ является непонятность языка и изложения многих его статей, что затрудняет их чтение и усвоение».
Вплоть до 1928 года газета «Дер эмес» проводила позитивную линию в отношении еврейской эмиграции из СССР на постоянное место жительства в другие страны, и прежде всего в США. Газета предоставляла место на своих страницах рекламе компаний, которые перевозили эмигрантов; публиковались памятки отъезжающим — как вести себя в пути, предостережения от контактов с мошенниками и т. п. Авторы некоторых газетных статей иногда даже критиковали бюрократический подход советских учреждений в решении проблем еврейской эмиграции из СССР. Так, со страниц газеты в 1918 году Кирсановский районный совет Воронежской губернии был обвинён в предвзятом и несправедливом отношении к «реэвакуирующимся» евреям.
В плане партийно-организационной работы газета уделяла большое внимание массовому переходу бывших членов еврейских движений и партий в ВКП(б), осуществлявшемуся в рамках евсекций в центре и на местах. Корреспонденты «Дер эмес» в еврейских автономных анклавах на Украине, в Белоруссии и в Крыму, а позднее и в Биробиджане писали о работе еврейских судов, еврейских отделений милиции в местах компактного расселения евреев. Газета уделяла внимание вопросам подготовки национальных кадров для разветвлённой сети еврейских образовательных и культурных учреждений. Публиковались и материалы, посвящённые специфике работы с неашкеназскими евреями Средней Азии, Северного Кавказа и Закавказья. Большое внимание уделялось работе с еврейской молодежью в рамках комсомола; ставились вопросы о необходимости удовлетворения культурных потребностей красноармейцев-евреев на их родном языке.